# Фердинанд Маркос
Фердинанд Маркос (Ferdinand Marcos) (11 вересня 1917 — 28 вересня 1989) — президент та диктатор Філіппін (1966—1986 рр.).
30 грудня 1965 — Колишній голова Сенату, представник Націоналістичної партії Маркос обраний президентом Філіппін. Двадцять років його перебування при владі стали періодом диктарського правління, встановлення в країні військово-поліцейського режиму, переслідування політичних опонентів і розгулу корупції під гаслом боротьби з комунізмом.
Маркос втратив свій пост в 1986 році в результаті повстання, що спалахнуло після очевидних махінацій під час чергових президентських виборів, і був змушений емігрувати.
В 1988 році проти нього в США було порушено кримінальну справу за звинуваченням у корупції і викраденні кількох мільярдів доларів з казни Філіппін, котра не була доведена до кінця через смерть Маркоса в 1989 році. Його дружина Імельда Маркос, що за життя чоловіка займала ряд важливих державних постів, повернулась на батьківщину і в 1991 та 1995 роках безуспішно балотувалась на пост президента, в 1995 році стала депутатом Палати представників.

## Особисте життя
Фердинанд Еммануель Едралін Маркос народився 11 вересня 1917 року в місті Саррат, Північний Ілокос, у родині Маріано Маркоса (1897–1945) та Жозефи Едралін (1893–1988).[69] Маріано Маркос був юристом і конгресменом від Ілокос-Норте, Філіппіни.[70] Він був страчений філіппінськими партизанами в 1945 році за те, що був японським пропагандистом і колабораціоністом під час Другої світової війни. Його останки залишили висіти на дереві. Жозефа Маркос була шкільною вчителькою, яка значно пережила свого чоловіка – померла в 1988 році, через два роки після того, як сім’я Маркосів залишила її в палаці Малаканьянг, коли вони втекли у вигнання після Революції влади народу в 1986 році, і лише за рік до смерті її сина Фердинанда.
Фердинанд вперше був охрещений і став членом Філіппінської незалежної церкви. Пізніше він прийняв католицизм, щоб одружитися на Імельді Трінідад Ромуальдес.
Маркос жив із цивільною дружиною Кармен Ортега, ілоканської метиси, яка була Міс Прес-фотографії 1949 року. У них було троє дітей, і вони проживали близько двох років на вулиці Ортега, 204 у Сан-Хуані. У серпні 1953 року про їхні заручини було оголошено в щоденних газетах Манілі.
Не так багато відомо про те, що сталося з Ортегою та їхніми дітьми після цього, але Маркос одружився з Імельдою Тринідад Ромуальдес 17 квітня 1954 року, лише через 11 днів після їх першої зустрічі. У них було троє біологічних дітей: Фердинанд, Іме та Ірен Маркос. Четверта дитина Маркоса від Ортеги народилася після його одруження з Імельдою. Пізніше Маркос та Імельда усиновили доньку Еймі. У Маркоса був роман з американською актрисою Дові Бімс з 1968 по 1970 рік. Згідно з повідомленнями Sydney Morning Herald, у Маркоса також був роман з колишньою моделлю Playboy Евелін Хегієсі близько 1970 року та народив від неї дитину, Аналісу Хосефу.

Маркос стверджував, що він був нащадком Антоніо Луни, філіппінського генерала під час філіппінсько-американської війни, твердження, яке згодом було розвінчано генеалогом Моною Магно-Велуз. Він також стверджував, що його предком був пірат 16-го століття Лімахонг (кит. 林阿鳳), який здійснював набіги на узбережжя Південно-Китайського моря. Він, як і багато інших президентів, є нащадком китайського метиса.

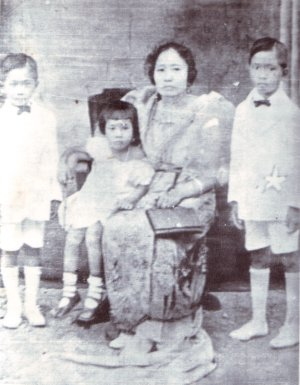
Фердинанд Маркос (справа) з родиною у 1920-х роках

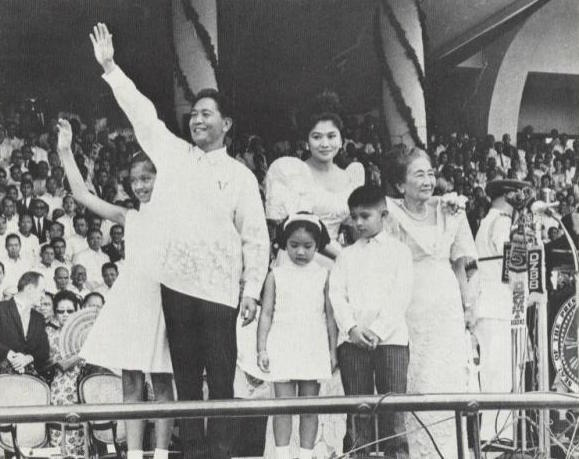
Фердинанд Маркос вступив на свій перший термін 30 грудня 1965 року

## Президенство
30 грудня 1969 року Фердинанд Маркос складає присягу на другий термін перед головою Верховного суду Роберто Консепсьйоном.
Президентські вибори відбулися 11 листопада 1969 року, і Маркос був переобраний на другий термін. Він був першим і останнім філіппінським президентом, який виграв другий повний термін. Його напарника, чинного віце-президента Фернандо Лопеса також було обрано на третій повний термін віце-президентом Філіппін.
Другий термін Маркоса характеризувався соціальними заворушеннями, починаючи з кризи платіжного балансу Філіппін у 1969 році, яка тривала вже під час другої інавгурації. Почали формуватися опозиційні групи: «помірковані» групи, які закликали до політичної реформи, і «радикальні» групи, які підтримували більш радикальну ліву ідеологію.
Маркос відповів обом групам військовою силою. Найпомітнішою з них була серія протестів протягом перших трьох місяців 1970 року – період, який з тих пір став відомий як буря першої чверті.
Іншою важливою подією під час другого терміну Маркоса став Філіппінський конституційний конвент 1971 року, який був зіпсований у травні 1972 року, коли делегат викрив схему підкупу, згідно з якою делегатам платили за голосування на користь Маркосів, при цьому перша леді Імельда Маркос була причетна до цього. передбачувана схема оплати праці
21 серпня 1971 року політичний мітинг опозиційної Ліберальної партії на площі Міранда в районі Кіапо, Маніла. Маркос звинуватив тоді ще зароджувану Комуністичну партію Філіппін і видав Прокламацію № 889, за допомогою якої він отримав надзвичайні повноваження та призупинив судовий наказ про хабеас корпус. Опозиціонерів заарештували за звинуваченням у «радикальності». Відповідь Маркоса ще більше затьмарила різницю між поміркованою та радикальною опозицією, яка вже була розмитою після шторму Першої чверті. Це призвело до масового розширення підпільного соціалістичного опору, коли багато поміркованих опозиціонерів не бачили іншого вибору, як приєднатися до радикалів. У 1972 році сталася серія вибухів у метро Маніли, що посилило напругу. Маркос знову звинуватив комуністів, хоча єдині підозрювані, спіймані у причетності до вибухів, були пов'язані з філіппінською поліцією.
Другий термін Маркоса фактично закінчився трохи менше двох років і дев'яти місяців потому, коли 23 вересня 1972 року Маркос оголосив, що ввів на Філіппінах воєнний стан.

## Галерея

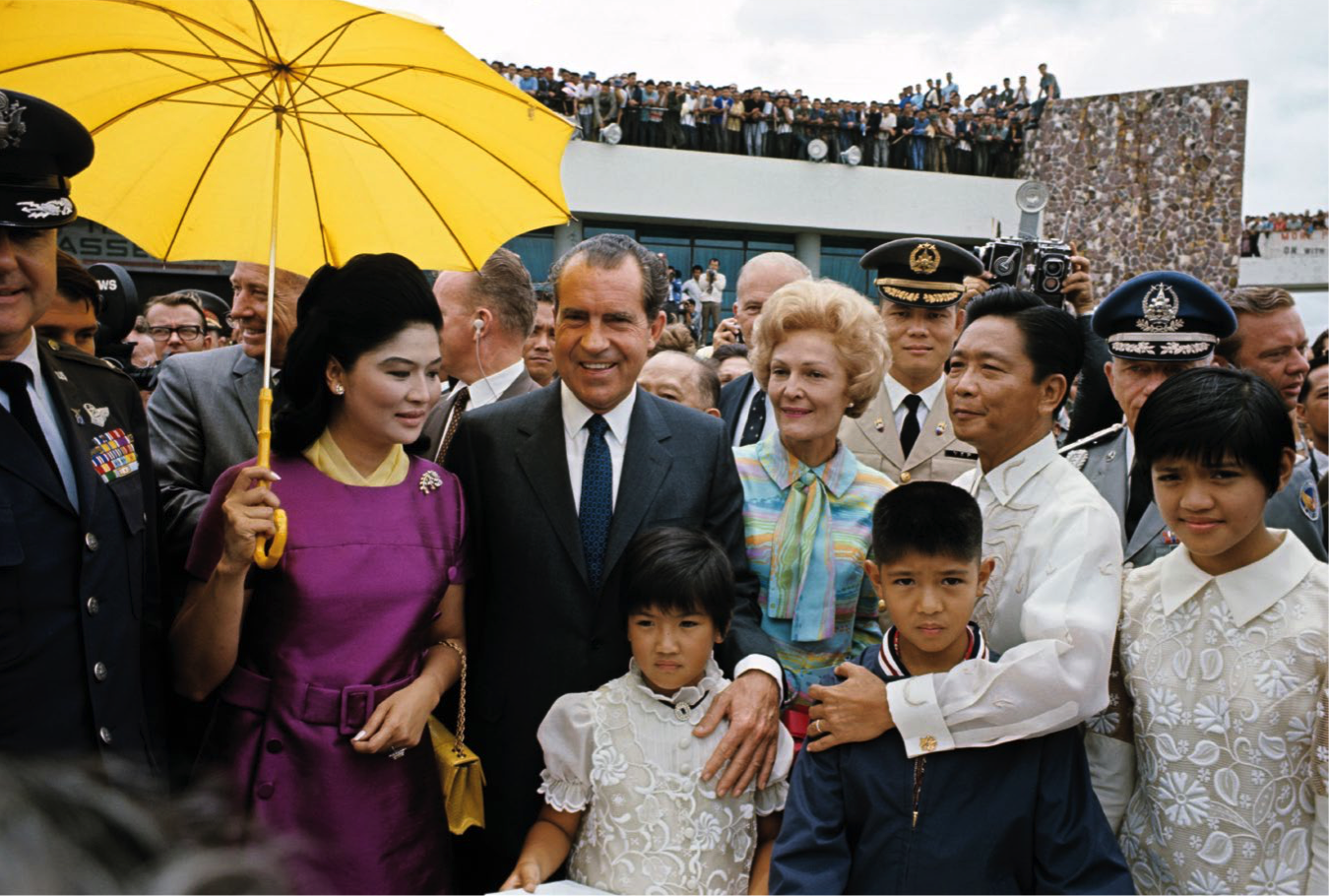
Річард Ніксон з сім'єю Маркос в 1969 році
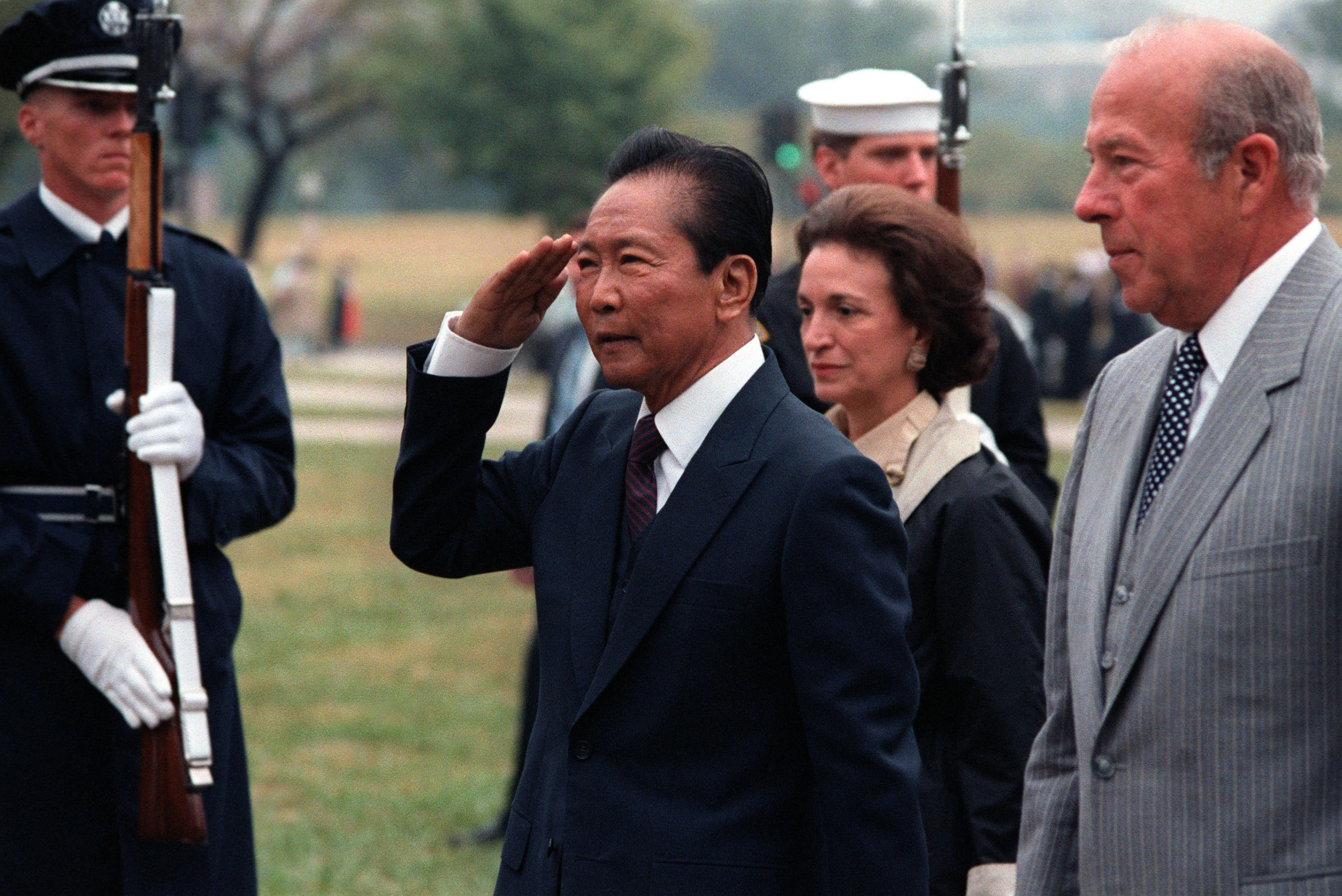
Фердинанд Маркос з держсекретарем США Джорджем Шульцем, 1982 рік

## Вшанування пам'яті
Вулиця Маркоса є у містах Марікіна